# Мишел Сулейман
Мишел Сулейман (на арабски: ميشيل سليمان) е ливански генерал и политик.
Той е президент на Ливан от 2008 до 2016 г. Преди президентството е началник на Генералния щаб на Ливанските въоръжени сили в периода от 1998 до 2008 г.

## Ранни години
Сулейман е роден в град Амшит, Ливан в семейство на маронити на 21 ноември 1948 г. Постъпва във въоръжените сили на Ливан през 1967 г. Завършва военна академия през 1970 г., от която получава офицерското звание втори лейтенант. Изучава „Политология“ и „Административни науки“ в Ливанския университет.
По време на военната си кариера преминава през допълнителни курсове на обучение:
- Офицерски курс, Военно училище, Ливан, 1970 г.
- Тренировъчен курс за напреднали, 7 януари – 7 април 1971 г., Белгия
- Щабен курс, 9 февруари 1981 – 17 юли 1981 г., Франция
- Генерално командване и щабен курс, Команден и щабен колеж, 6 юни 1988 – 4 юни 1989 г.
- Курс по международен отбранителен мениджмънт, 22 юни – 25 юли 1995 г., САЩ

Говори арабски, френски и английски език. Женен, има 3 деца.

## Военна кариера
Във военната си служба израства от командир на пехотен взвод до командир на батальон. После е преподавател във Военномедицинската академия и в Подофицерското училище.
По време на Ливанската гражданска война постъпва отново в армията. В периода 25 декември 1990 – 21 август 1991 г. е началник на военното разузнаване в стратегическата централна провинция Ливанска планина. От 1991 г. е член на Генералния щаб на Ливанската армия.
На 25 август 1991 г. е повикан на служба в щаба на генералния секретар на армията, където остава до 10 юни с.г. В периода 6 юни 1993 – 15 януари 1996 г. е командир на 11-а пехотна бригада, когато се водят ожесточени боеве с израелските сили в Южен Ливан.
На 15 януари 1996 г. поема командването на 6-а пехотна бригада и остава на поста до 21 декември 1998 г..
На 21 декември 1998 г. е избран на мястото на Емил Лахуд (поради избора му за президент) за началник на Генералния щаб, въпреки че има десетки офицери, по-старши по звание и длъжност. Назначението му, както е съобщено, е в резултат на семейни връзки със сирийски вископоставени лица. Този пост заема до избирането му за президент на Ливан на 25 май 2008 г. Под неговото командване Ливанската армия е преструктурирана.
По време на Израелско-ливанската криза Ливанската армия е под командването на Мишел Сулейман. Тя обаче не участва в конфликта, предизвикан от радилкалната групировка Хизбула.
Под негово командване през 2006 г. Ливанската армия навлиза в Южен Ливан за първи път от края на 1970-те години, прилагайки резолюция 1701 на Съвета за сигурност на ООН.
Отличава се с борбата си срещу тероризма. На 19 май 2007 г. под негово командване ливанската армия започва продължителен конфликт с Фатах ал Ислам – терористична организация, базирана в бежанския лагер Нахр ал Баред в Северен Ливан. Конфликтът продължава до 2 септември 2007 г., когато ливанската армия нанася пълно поражение на Фатах ал Ислам. В конфликта губят живота си 170 ливански войници, 226 членове на Фатах ал Ислам и 64 граждани (главно палестински бежанци)..
Редица причини (включително стремеж към балансиране в интерес на ливанските граждани, опасения за безопасността на палестинските бежанци, зачитане на деликатния политически баланс в Ливан към момента) обуславят решението на Сулейман да действа в конфликта с особено внимание, с което се справя успешно.
На 7 май 2008 г. продължаващата политическа криза между привърженици на правителството и опозицията бързо излиза извън контрол, когато Хизбула обявява за решението на правителството да постави частните групови телекомуникационни мрежи извън закона и да освободи от поста шефа на международното летище в Бейрут (предполагаем симпатизант на Хизбула). Висшият военен шиит е отстранен заради получена от властите информация, че е благословил поставянето от Хизбула на скрити камери за наблюдение на пистата на летище Бейрут, където кацат самолетите с ливански VIP персони. Данните от камерите биха послужили на шиитската групировка при подготвяни от нея атентати срещу опониращи ѝ ливански политици. Добре въоръжените бойци на Хизбула и съюзниците им от движението Амал атакуват проправителствените милиции и за кратко време контролират шиитските квартали в Бейрут. Сраженията, при които загиват 81 ливанци, завършват с унизително поражение за управляващите сунити. Въоръжените им отряди в ливанската столица са принудени да капитулират.
Битката продължава до 14 май 2008 г., когато ливанското правителство отменя 2 свои решения по предложение на Сулейман. Когато кризата приключва, Сулейман е критикуван от някои коментатори и политици, след като армията не се намесва пряко във въоръжените сблъсъци. Други защитават позицията му с аргумента, че единственият начин да се запази единството на армията и да се предотврати друга гражданска война е да се гарантира, че тя остава безучастна в боевете срещу ливанските граждани.

## Към президентство
На 23 ноември 2007 г. мандатът на Емил Лахуд, 11-ият президент на Ливан, приключва. По това време ливанският политически спектър е дълбоко поляризиран, почти всички партии са били лоялни на правителството (известни като четиринадесетомартенски лагер) или на страната на опозицията (известни като осмомартенски лагер). Двата лагера не могат да стигнатдо споразумение за това кой трябва да стане 12-ия президент на страната и така, съгласно разпоредбата на конституцията на страната, правомощията на президентството са прехвърлени на правителството, с очакването до споразумение ще се стигне в най-близко бъдеще.
Няколко имена са предложени като потенциални кандидати за президентския пост, всеки от които обаче е свързан с един от двата лагера. Скоро става ясно, че само един независим кандидат би бил приемливо за двете страни. Мишел Сулейман е приет като единствения възможен такъв кандидат. Ливанските анализатори и политици са единодушни, че Сулейман печели доверието на правителството и опозицията, на повечето страни в арабския регион, както и повечето западноевропейски страни. Въпреки това, избирането му не може да се осъществи поради няколко основни разногласия между двата лагера, които трябва да бъдат разрешени, включително въпросът дали трябва да се сформира правителство на националното единство и какви конкретни мерки в избирателния закон трябва да бъдат предприети преди подготовката за парламентарните избори през 2009 г. Тези трудности в крайна сметка са решени по време на преговорите, проведени в Доха, Катар от 17 май до 20 май 2008 г.
Когато гласуването най-накрая се провежда в парламента на 25 май 2008 г., Сулейман е избран с мнозинство от 118 от общо 127 гласа. В сесията на парламента присъстват висши представители от целия Ливан, Арабския регион, Организацията на обединените нации и Европейският съюз, САЩ, европейски държави и много други страни. В речта при избирането му Сулейман говори за „обединение и солидна работа за помирение в страната“.

## Президентство
Полага клетва и встъпва в длъжност като президент на 25 май 2008 г.
На 28 май 2008 г. назначава за министър-председател Фуад Синьора, представител на парламентарното мнозинство, в съответствие с Конституцията на страната и с мнозинство от 68 депутати.
Приоритетите за президентския му мандат са: национално помирение; утвърждаване активната роля на Ливан като послание за диалог и общителност; защита на независимостта на страната, единството и териториалната цялост; осигуряване на сигурност и благоприятни условия за икономическо и социално развитие; засилване на конституционните институции, борбата с тероризма; изпълнението на международните резолюции, свързани с Ливан, противопоставяне на всяка форма на установяване на палестинските бежанци на ливанските територии.
Успоредно с местните проблеми разменя посещения с държавните глави на приятелски страни и взема участие в работата на регионалните и международните организации, по-специално на ООН, за да утвърди ливанските права и да защити техните върховни интереси.
Преструктурира ливанската армия след изменението на закона за военна служба. Предлага план с компромисно решениен за разрешаване на Ливанската война от края на 2006 г. Постига усехи в борбата с тероризма и екстремизма, по-специално в следните операции:
- борба срещу терористичните организации по високите планини на Северен Ливан през 2000 г.;
- атакуване за банков грабеж на организацията Фатах ал-Ислам в бежанския лагер Нахр ал-Баред на 20 май 2007 г.;
- разкриване на израелска мрежа за шпионаж в операция „Изненада на разсъмване“ от 6 юни 2006 г.

## Отличия
Ливански отличия
- Национален орден на кедъра
- Ливански орден на Мери, първа, втора и трета степен
- Отличие на военната слава
- Медал от война
- Отличие за националното единство
- Отличие на зората на Юга
- Сертификат в чест на Арабския съюз
- Отличие от Арабския съюз на военен спорт, втора степен
- Военен медал
- Медал на Вътрешните сили на сигурност
- Медал за обща сигурност
- Медал за държавна сигурност
- Възпоментелен медал от конференции за 2002 г.

Чуждестранни отличия
- Медал на президента на Република Украйна
- Сирийски орден на Мери, степен на отличие – 2010
- Голям кръст на Ордена на Сейнт Чарлз (13 януари 2011)
- Медал на Министерството на отбраната на Русия – 2007
- почетен доктор на Московския държавен институт за международни отношения – 2010
- почетен доктор на Националния университет на 3 февруари в Буенос Айрес – 2012